# Kubo-san wa Mob o yurusanai
Kubo-san wa Mob o yurusanai (jap. 久保さんは僕を許さない Kubo-san wa mobu o yurusanai) – manga autorstwa Nene Yukimori, publikowana na łamach magazynu „Shūkan Young Jump” wydawnictwa Shūeisha od października 2019 do marca 2023.
Na podstawie mangi studio Pine Jam wyprodukowało serial anime, który był emitowany od stycznia do czerwca 2023.

## Fabuła
Junta Shiraishi to licealista, który jest tak zwyczajny i cichy, że inni w ogóle go nie zauważają. Trwa to do czasu, gdy zostaje zauważony przez Nagisę Kubo, koleżankę z ławki obok, która zaczyna go zachęcać, by bardziej się wyróżniał.

## Bohaterowie
- Nagisa Kubo (jap. 久保 渚咲 Kubo Nagisa)

Seiyū: Kana Hanazawa 
- Junta Shiraishi (jap. 白石 純太 Shiraishi Junta)

Seiyū: Kengo Kawanishi 
- Akina Kubo (jap. 久保 明菜 Kubo Akina)

Seiyū: Miku Itō 
- Saki Kubo (jap. 久保 沙貴 Kubo Saki)

Seiyū: Sora Amamiya 
- Hazuki Kudō (jap. 工藤 葉月 Kudō Hazuki)

Seiyū: Ai Kakuma 
- Tamao Taira (jap. 平 玉緒 Taira Tamao)

Seiyū: Ayana Taketatsu 
- Yoshie Shiraishi (jap. 白石 由恵 Shiraishi Yoshie)

Seiyū: Mamiko Noto 
- Seita Shiraishi (jap. 白石 誠太 Shiraishi Seita)

Seiyū: Mariya Ise 
- Unzen-sensei (jap. 雲仙先生)

Seiyū: Naoki Tatsuta 

## Manga
Manga ukazywała się od 24 października 2019 do 2 marca 2023 w magazynie „Shūkan Young Jump”. Wydawnictwo Shūeisha skompilowało jej rozdziały do wydań w formacie tankōbon, których pierwszy tom ukazał się 19 lutego 2020. Dwunasty i ostatni tom, wydany 18 kwietnia 2023, zawiera dodatkowy rozdział z epilogiem, którego akcja toczy się po głównym wątku fabularnym.
| Nr | Data wydania (język japoński) | ISBN (język japoński)  |
| -- | ----------------------------- | ---------------------- |
| 1  | 19 lutego 2020                | ISBN 978-4-08-891476-3 |
| 2  | 19 czerwca 2020               | ISBN 978-4-08-891550-0 |
| 3  | 18 września 2020              | ISBN 978-4-08-891654-5 |
| 4  | 19 lutego 2021                | ISBN 978-4-08-891781-8 |
| 5  | 18 czerwca 2021               | ISBN 978-4-08-892009-2 |
| 6  | 17 września 2021              | ISBN 978-4-08-892073-3 |
| 7  | 19 listopada 2021             | ISBN 978-4-08-892118-1 |
| 8  | 18 lutego 2022                | ISBN 978-4-08-892214-0 |
| 9  | 18 maja 2022                  | ISBN 978-4-08-892299-7 |
| 10 | 16 września 2022              | ISBN 978-4-08-892432-8 |
| 11 | 19 grudnia 2022               | ISBN 978-4-08-892567-7 |
| 12 | 18 kwietnia 2023              | ISBN 978-4-08-892662-9 |

## Anime
Adaptacja w formie telewizyjnego serialu anime została zapowiedziana 13 maja 2022. Za produkcję odpowiada studio Pine Jam, reżyserią zajął się Kazuomi Koga, scenariusz napisał Yūya Takahashi, natomiast postacie zaprojektowała Yoshiko Saitō. Premiera odbyła się 10 stycznia 2023 w AT-X i innych stacjach. Motywem otwierającym jest „Dramatic janakutemo” (jap. ドラマチックじゃなくても) autorstwa Kany Hanazawy, końcowym zaś „Kasuka de tashika” (jap. かすかでたしか) w wykonaniu Dialogue+.
24 stycznia 2023 ogłoszono, że po odcinku 6 serial zostanie opóźniony z powodu pandemii COVID-19, jego emisja została zaś wznowiona 4 kwietnia. Ostatni odcinek wyemitowano 20 czerwca.

## Odbiór
W 2020 roku seria została nominowana w konkursie Next Manga Award i zajęła 19 miejsce spośród 50 nominowanych z liczbą 9 306 głosów, a w 2021 została ponownie nominowana w siódmej edycji konkursu, plasując się ostatecznie na 7. miejscu.